# Mustapha Ghorbal
Mustapha Ghorbal (ur. 19 sierpnia 1985 roku w Oranie) – algierski sędzia piłkarski. Od 2014 roku sędzia międzynarodowy.
Ghorbal znalazł się na liście sędziów Pucharu Narodów Afryki 2019, Klubowych Mistrzostw Świata 2021 i Mistrzostw Świata 2022.

## Sędziowane mecze Mistrzostw Narodów Afryki 2019[2]
| Mecz                                         | Data       | Miejsce                           | Runda        | Wynik | Żółta kartka | Czerwona kartka |
| -------------------------------------------- | ---------- | --------------------------------- | ------------ | ----- | ------------ | --------------- |
| Wybrzeże Kości Słoniowej – Południowa Afryka | 23.06.2019 | Stad as-Salam, Kair               | Faza grupowa | 1:0   | 4            | 0               |
| Zimbabwe – Demokratyczna Republika Konga     | 30.06.2019 | 30 June Stadium, Kair             | Faza grupowa | 0:4   | 4            | 0               |
| Uganda – Senegal                             | 5.07.2019  | Cairo International Stadium, Kair | 1/8 finału   | 0:1   | 5            | 0               |
| Senegal – Benin                              | 10.07.2019 | 30 June Stadium, Kair             | Ćwierćfinał  | 1:0   | 3            | 1               |

## Sędziowane mecze Pucharu Narodów Afryki 2021[2]
| Mecz                   | Data       | Miejsce                   | Runda        | Wynik | Żółta kartka | Czerwona kartka |
| ---------------------- | ---------- | ------------------------- | ------------ | ----- | ------------ | --------------- |
| Kamerun – Burkina Faso | 9.01.2022  | Paul Biya Stadium, Jaunde | Faza grupowa | 2:1   | 3            | 0               |
| Mauretania – Gambia    | 12.01.2022 | Limbe Stadium, Limbe      | Faza grupowa | 0:1   | 5            | 0               |

## Sędziowane mecze Mistrzostw Świata 2022[3]
| Mecz               | Data       | Miejsce                              | Runda        | Wynik | Żółta kartka | Czerwona kartka |
| ------------------ | ---------- | ------------------------------------ | ------------ | ----- | ------------ | --------------- |
| Holandia – Ekwador | 25.11.2022 | Stadion Międzynarodowy Chalifa, Doha | Faza grupowa | 1:1   | 1            | 0               |
| Australia – Dania  | 30.11.2022 | Al Janoub Stadium, Al-Wakrah         | Faza grupowa | 1:0   | 3            | 0               |